# Pasteurellaceae
Pasteurellaceae is de enige familie van proteobacteriën in de orde Pasteurellales. De familie "Pasteurellaceae" in de huidige vorm werd in 1979 voorgesteld door S. Pohl.
Het zijn gespecialiseerde commensalen of parasieten van gewervelde dieren. Volucribacter bijvoorbeeld worden aangetroffen in vogels van de orde Psittaciformes (papegaaiachtigen). Lonepinella is een monotypisch geslacht waarvan de enige bekende soort, L. koalarum, aangetroffen is in het spijsverteringsstelsel van de koala. Chelonobacter zijn geassocieerd met Testudines (schildpadden); Aggregatibacter, Basfia, Bibersteinia en Histophilus met herkauwers (koeien en aanverwante soorten); terwijl Haemophilus sensu stricto en Aggregatibacter enkele van de geslachten zijn die geassocieerd worden met primaten (en dus ook de mens).
Pasteurellaceae kunnen onschuldige commensalen zijn maar sommige soorten zijn veelvoorkomende pathogenen die ernstige ziekten kunnen veroorzaken, zoals Mannheimia haemolytica (veroorzaakt longontsteking, septicemie en mastitis bij herkauwers) of Haemophilus influenzae (veroorzaakt longontsteking, middenoorontsteking of hersenvliesontsteking bij de mens). Enkele soorten kunnen worden ingezet in de biotechnologie als productie-organismen. Basfia succiniciproducens bijvoorbeeld is een bacterie die barnsteenzuur kan produceren. De bacterie werd geïsoleerd uit de pens van koeien.

## Geslachten
In 2014 werden er achttien geslachten gerekend tot de Pasteurellaceae:
- Actinobacillus sensu stricto
- Aggregatibacter
- Avibacterium
- Basfia
- Bibersteinia
- Bisgaardia
- Chelonobacter
- Gallibacterium
- Haemophilus sensu stricto
- Histophilus
- Lonepinella
- Mannheimia
- Necropsobacter
- Nicoletella
- Otariodibacter
- Pasteurella sensu stricto
- Phocoenobacter
- Volucribacter

Later zijn onder meer de geslachten Conservatibacter en Caviibacterium toegevoegd; beide omvatten bacteriën geïsoleerd uit de farynx van cavia's.